# Väinameri
O Väinameri (estoniano para Mar dos Estreitos, anteriormente conhecido como Estreito de Muhu) é um corpo de água do mar Báltico pertencente à Estônia, que separa as ilhas do arquipélago de Moonsund e o continente, localizado entre o Golfo de Riga e o Golfo da Finlândia.
A área é relativamente pouco habitada (cerca de 7 habitantes por km², excluindo a cidade de Haapsalu), mas é uma região popular para turismo e recreação, com um aumento no desenvolvimento costeiro, vilas de férias, resorts de saúde e tráfego recreativo de barcos. Existem 7 portos de balsa (Heltermaa, Rohuküla, Virtsu, Kuivastu, Sviby, Triigi, Sõru) que também funcionam como pequenos portos de carga e de turismo de iates/recreativo, e cerca de 15 pequenas docas.
A pesca costeira foi historicamente importante (captura de 10.000 t/ano), mas atualmente está em declínio (captura de 100-300 t/ano).

Localização do Väinameri na Estônia

## Geografia

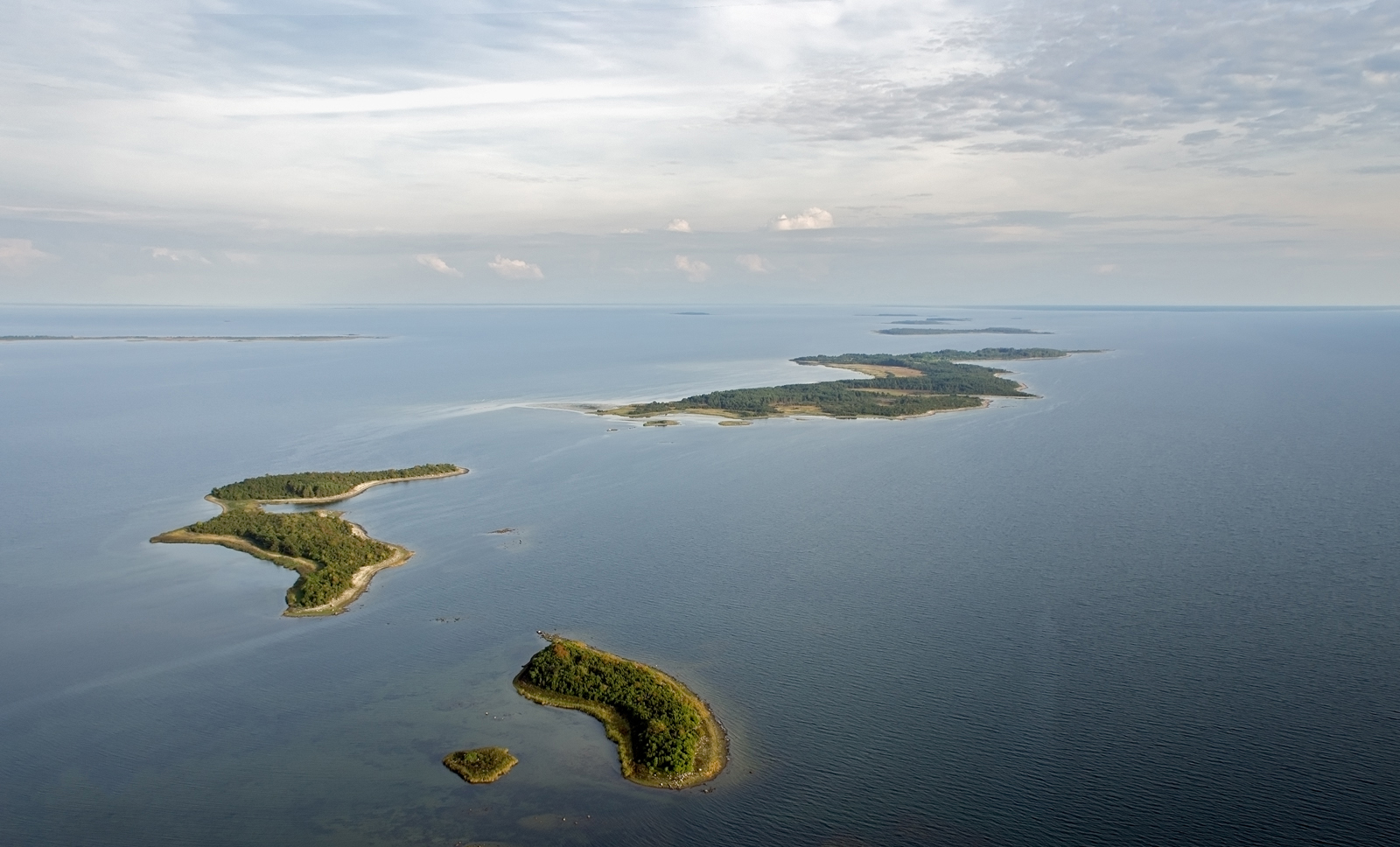
Ilhotas do Väinameri

O Väinameri é um mar raso (profundidade média de 5m) com uma área aproximada de 2200 km², onde se encontram um grande número de pequenas ilhas (cerca de 600 das 1500 ilhas marítimas da Estônia estão situadas aqui) e baías. Ele se estende entre as ilhas da Estônia Ocidental (Saaremaa, Hiiumaa, Muhu, Vormsi) e o continente. Em relação ao Mar Báltico, no Väinameri há ondas menores, maiores variações de temperatura da água, menor salinidade (5-6‰) e transparência (2-5 m), e uma cobertura de gelo mais espessa e estável se forma durante o inverno. A natureza da região é muito diversa, o que levou à criação de várias áreas protegidas. A Área de Conservação Limitada de Väinameri, com uma área total de cerca de 173.828 ha (incluindo 165.498 ha de área marinha), inclui a maior parte do Mar Väinameri. A Área de Conservação de Väinameri é dividida entre 4 condados da Estônia Ocidental: Lääne, Hiiu, Saare e Pärnu.
As ilhas mar são jovens, liberadas do mar durante a fase de Limneamere. A ilha mais antiga é Kesselaid, cujas partes mais altas emergiram acima do nível do mar há cerca de 5.000 anos. A história do desenvolvimento de Saarnak e Kaevats tem cerca de 2.000 anos.

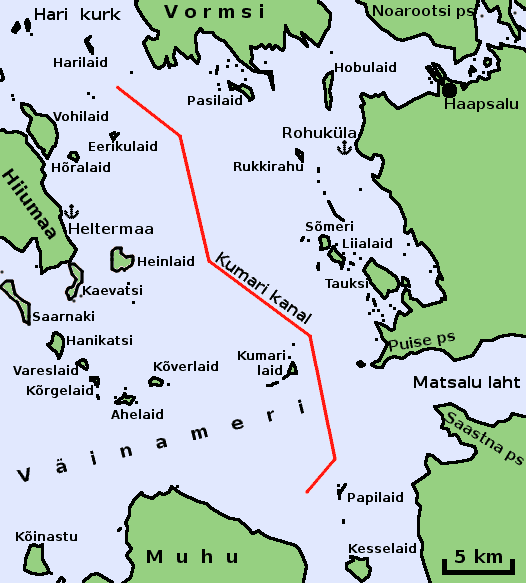
O curso do Canal de Kumari

## História
Na parte oriental do Väinameri, conhecida como Moonsund, havia uma rota marítima anteriormente importante, mas de difícil navegação, entre o Golfo da Finlândia e o Golfo de Riga. O seu perigo é indicado pelo nome da ilha de Viirelaid durante a Idade Média, Paternoster (Pai Nosso em latim), localizada na entrada do Estreito. Entre 1894 e1896, construiu-se uma estrada de 3,6 km de longitude, entre Saaremaa e Muhu que cruza o estreito de Väike Väin.
Devido ao estabelecimento de um porto de guerra em Rohuküla, as rotas de navegação através dos estreitos foram aprofundadas na preparação para a Primeira Guerra Mundial. Estas obras foram as maiores desse tipo na Rússia czarista. Para navios maiores, o Väinameri é muito raso, com uma profundidade média de apenas cinco metros. Apenas entre Kesselaiu e Muhu a profundidade atinge 24 metros. Existem rotas de ferry que conectam as principais ilhas com o continente, bem como umas com as outras. As condições de navegação difíceis e o terreno intermitente tornaram o Väinameri popular entre os marinheiros (Regata do Estreito de Muhu). Os principais peixes capturados no Mar dos Estreitos são o arenque báltico, com certa importância ainda atribuída ao perca e ao lúcio-de-vento.
O Canal de Kumari é uma rota de navegação que corre de norte a sul no Väinameri. Tem 35 km de comprimento e uma profundidade mínima de cinco metros. O Canal de Rukki corre de leste a oeste entre Hiiumaa e o porto de Rohuküla no continente.